# Hassan Bouh Ibrahim

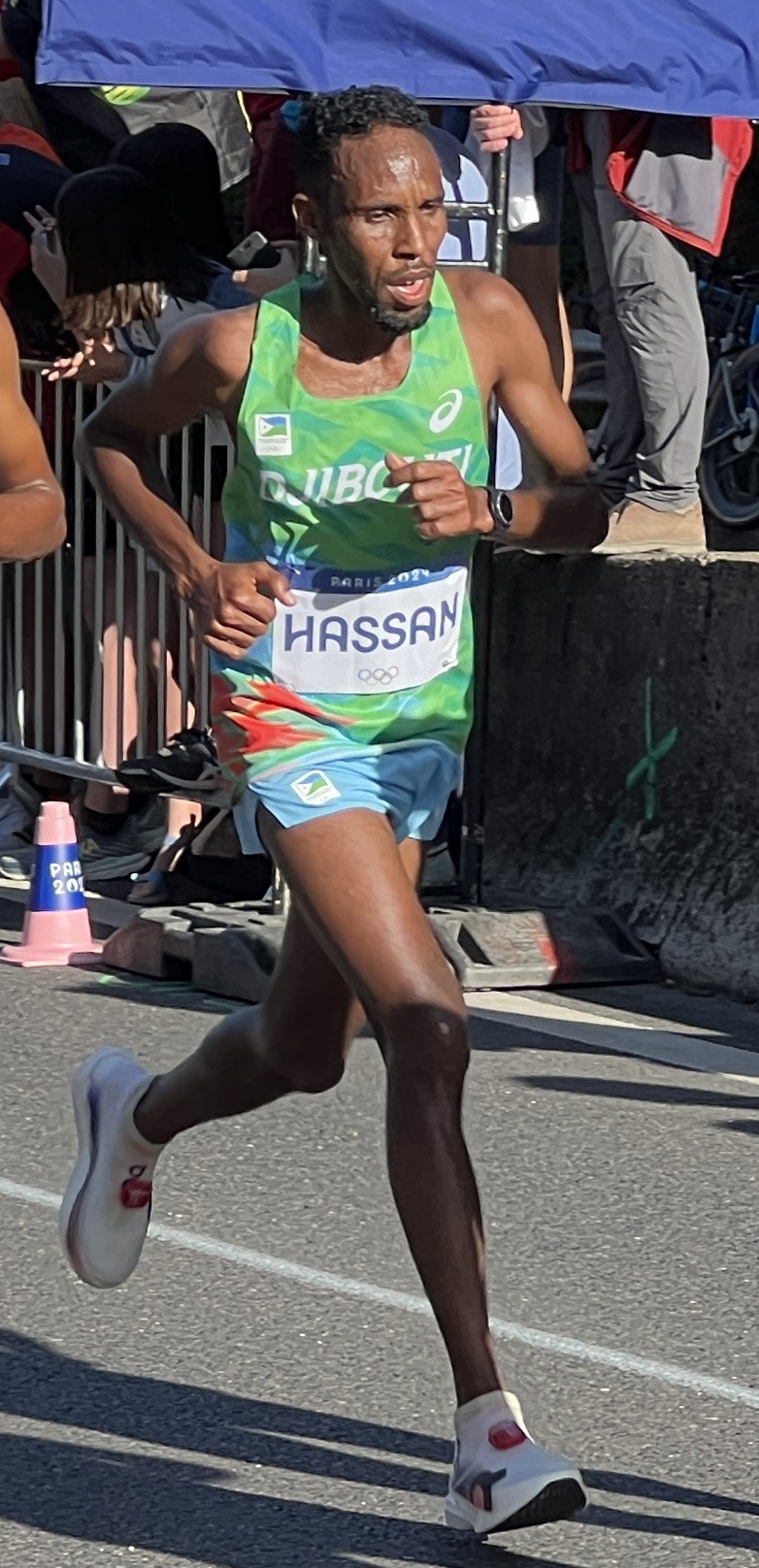
Marathonlauf der Männer bei den Olympischen Spielen 2024, Route du Pavé des Gardes, Chaville.

Hassan Bouh Ibrahim (* 1. Januar 1997) ist ein dschibutischer Langstreckenläufer.

## Sportliche Laufbahn
Erste internationale Erfahrungen sammelte Hassan Bouh Ibrahim 2015 bei den Juniorenafrikameisterschaften in Addis Abeba, bei denen er im 5000-Meter-Lauf in 15:11,21 min den sechsten Platz und erreichte anschließend bei den Arabischen Meisterschaften in Madinat Isa in 13:44,98 min Rang vier. Daraufhin nahm er erstmals an den Afrikaspielen in Brazzaville teil und belegte dort in 13:58,13 min den elften Platz. 2017 wurde er bei den Islamis Solidarity Games in 13:30,33 min bzw. 29:15,04 min jeweils den sechsten Platz über 5000 und 10.000 Meter. Anschließend gelangte er bei den Arabischen Meisterschaften in Radès in 14:39,35 min auf den fünften Platz über 5000 Meter, wie auch bei den Spielen der Frankophonie in Abidjan in 29:54,94 min im 10.000-Meter-Lauf. Zudem gelangte er dort über 5000 Meter nach 14:32,21 min auf Rang zehn. 2018 klassierte er sich bei den Afrikameisterschaften in Asaba mit 14:15,25 min auf Rang 13 über 5000 Meter. Im Jahr darauf belegte er bei den Arabischen Meisterschaften in Kairo in 13:58,30 min den fünften Platz und wurde bei den Afrikaspielen in Rabat 13:39,37 min Achter. Er qualifizierte sich auch für die Weltmeisterschaften in Doha, bei denen er mit 13:36,39 min im Vorlauf ausschied.

## Persönliche Bestzeiten
- 3000 Meter: 8:00,32 min, 24. Juni 2015 in St-Maur
- 5000 Meter: 13:17,54 min, 16. Juni 2019 in Rabat
- 10.000 Meter: 29:15,04 min, 20. Mai 2017 in Baku